# Шакл Ајланд (Тенеси)
Шакл Ајланд (енгл. Shackle Island) насељено је место без административног статуса у америчкој савезној држави Тенеси.

## Демографија
По попису из 2010. године број становника је 2.844.
| Група             | 2000.    | 2010.         |
| Белци             | 0 (0,0%) | 2.634 (92,6%) |
| Афроамериканци    | 0 (0,0%) | 73 (2,6%)     |
| Азијати           | 0 (0,0%) | 32 (1,1%)     |
| Хиспаноамериканци | 0 (0,0%) | 56 (2,0%)     |
| Укупно            | 0        | 2.844         |